# Norra Ässjösjön
Norra Ässjösjön är en sjö i Nordanstigs kommun i Hälsingland och ingår i Harmångersåns huvudavrinningsområde. Sjön är 5 meter djup, har en yta på 0,553 kvadratkilometer och befinner sig 131,1 meter över havet. Sjön avvattnas av vattendraget Harmångersån (Kölån).

## Delavrinningsområde
Norra Ässjösjön ingår i det delavrinningsområde (689075-154335) som SMHI kallar för Utloppet av Norra Ässjösjön. Medelhöjden är 225 meter över havet och ytan är 10,69 kvadratkilometer. Räknas de 35 avrinningsområdena uppströms in blir den ackumulerade arean 275,6 kvadratkilometer. Avrinningsområdets utflöde Harmångersån (Kölån) mynnar i havet. Avrinningsområdet består mestadels av skog (88 procent). Avrinningsområdet har 0,54 kvadratkilometer vattenytor vilket ger det en sjöprocent på 5,1 procent.